# Pôle d'équilibre territorial et rural Vallée de l'Aude
Ne doit pas être confondu avec Haute-vallée-de-l'aude (IGP).
Le Pôle d'équilibre territorial et rural Vallée de l'Aude désigne un pôle d'équilibre territorial et rural (PETR) et anciennement un pays, au sens aménagement du territoire, situé dans le département de l’Aude.

## Localisation
Il est situé dans les Pyrénées entre Corbières, Lauraguais, Ariège et Pyrénées-Orientales (zone bleu à droite dans la carte ci-contre).

## Description
- Date de reconnaissance : 10 février 2005
- Surface : 1 764 km2
- Population : 41 413 habitants
- Villes principales : Limoux, Quillan, Espéraza, Couiza, Chalabre, Axat, Belvèze-du-Razès

Le 1er janvier 2018, le Pays de la haute vallée de l'Aude devient le pôle d'équilibre territorial et rural Vallée de l'Aude.

## Communes membres
Le pays compte deux établissements publics de coopération intercommunale (EPCI), pour un total de 140 communes.
- Communauté de communes du Limouxin
- Communauté de communes des Pyrénées audoises